# Племянников, Пётр Григорьевич
Пётр Григорьевич Племянников (1711 — 1773, Севск, Белгородская губерния) — русский военачальник, генерал-аншеф (02.08.1770), сын одного из первых сенаторов Г. А. Племянникова, зять графа Г. П. Чернышёва. Первый кавалер ордена Святого Георгия 2-й степени. 

## Биография
В 1725 году вступил в службу солдатом в лейб-гвардии Преображенский полк, где в 1727 году получил чин капрала, а в 1728 — сержанта; 25-го февраля того же 1728 года Племянников «был пожалован ко двору блаженные памяти великой княжны Натальи Алексеевны гоф-юнкером», но по кончине её, последовавшей 22-го ноября 1728 года, перешел капрал-поручиком в Лейб-гвардии Семёновский полк.
Выпущенный в армию капитаном 19-го декабря 1731 года, он 1-го июня 1738 года получил чин секунд-майора, 2-го мая 1739 года — премьер-майора (в 1-м Московском полку), в 1746 году (15-го марта) — подполковника (в том же полку), 25-го декабря 1755 года — бригадира и 13-го марта 1758 года — генерал-майора. При Петре III Племянников был шефом пехотного полка (мушкетёрского), с 23-го мая 1762 года был в чине генерал-поручика, а 2-го августа 1770 года был награждён чином генерал-аншефа.
Племянников считался в екатерининское время одним из самых опытных боевых генералов, прошедших долгую воинскую школу. Уже в 1733 году он участвовал во многих «партиях и акциях» польской кампании. Затем, в 1735 году, по выступлении армии из Польши, по случаю начавшейся турецкой войны, ходил к Азову, откуда в начале 1736 года был командирован с полком в Крым и участвовал во взятии Кинбурна.
В 1737 году, состоя в армии, находившейся под начальством фельдмаршала Б. К. Миниха, Племянников отметился при штурме и взятии Очакова, в 1738 году был в неудачной Днестровской кампании, предпринятой Минихом, в 1739 году участвовал в Ставучанской битве с турками и во взятии Хотина, затем был с армией в Молдавии и держал гарнизон в Яссах.
В 1743 году был направлен Сенатской конторой в Чернский уезд России для исследования появившейся там повальной болезни. Командированный в октябре 1756 года к армии в Ригу, бригадир Племянников в 1757 году участвовал в Прусской войне, и 19-го августа этого года находился в сражении при Гросс-Эгерсдорфе, где был сильно контужен и где заслужил награду чином генерал-майора. В 1758 году он был в походе в Бранденбурга и в Померанию, приняв участие в нескольких мелких делах, а в 1759 году был в сражении при Пальциге, Кунерсдорфе и Франкфурте на Одере и получил орден Святой Анны (6-го сентября).
Следующие три года Племянников провел рядом со своим шурином З. Г. Чернышёвым в движениях в Силезии, Бранденбургу и Померании, побывал при Кольберге, затем отступал к реке Висла. По возвращении в Россию 15-го августа 1762 года, генерал-поручик Племянников был оставлен с 5-ю полками в Курляндии, и 22-го сентября, в день коронации императрицы Екатерины II, получил орден Святого Александра Невского; в июне 1763 году он был, по указу Военной коллегии и согласно новому расквартированию полков, назначен в Московскую дивизию, куда и прибыл в сентябре 1763 года, а в ноябре 1765 года, по именному указу императрицы Екатерины II, определён на «место генерал-поручика Штофельна, к командованию Севской дивизии».
С начала новой войны с турками Племянников принял в ней самое видное участие, с отличием командовал корпусом в битве при Ларге (7-го июля 1770 года), где много способствовал одержанной победе. В последовавшем вскоре (21-го июля 1770 года) Кагульском сражении Племянников, командуя корпусом на левом фланге, своей атакой нанёс по туркам сильный удар и тем помог овладеть неприятельскими укреплениями. Императрица Екатерина II наградила его за это чином генерал-аншефа (02.08.1770) и первым орденом Святого Георгия 2-й степени (27.07.1770)
за оказанный пример мужества, служивший подчиненным его по преодолению трудов, неустрашимости и к одержанию над неприятелем победы 21 июля 1770 года под Кагулом.
В 1773 году генерал-аншеф Племянников получил тяжёлое ранение в бою и скончался в Севске, по дороге к дому. Был похоронен у стен собора Севского Спасо-Преображенского монастыря (могила разорена в XX веке). Оставил после себя большие долги, которые были покрыты суммой, вырученной от продажи его ярославских деревень.
П. Г. Племянников был женат на вдове Николая Кирилловича Матюшкина — Екатерине Григорьевне Матюшкиной, урожденной Чернышёвой (8.09.1714 — 21.08.1791), сестре графов Петра, Захара и Ивана Григорьевичей Чернышёвых. После смерти генерала его вдова продала домовладение на Ваганьковском холме откупщику П. Е. Пашкову, который выстроил там Пашков дом.